# Malaconothrus marginatus
Malaconothrus marginatus är en kvalsterart som beskrevs av Yamamoto 1998. Malaconothrus marginatus ingår i släktet Malaconothrus och familjen Malaconothridae. Inga underarter finns listade i Catalogue of Life.